# バッド・ロマンス
『バッド・ロマンス』（Bad Romance）は、アメリカ合衆国のミュージシャン、レディー・ガガの楽曲。2作目のスタジオ・アルバム『ザ・モンスター』からのリード・シングルである。曲はRedOneがプロデュースしており、歌詞の内容はガガが世界ツアー中に体験したパラノイアから影響されている。この曲は最初デモ版が流出し、その後、2009年10月3日にアレキサンダー・マックイーンの2010年春夏パリコレクションのファッションショーのフィナーレで公式に初公開された。「バッド・ロマンス」はガガの前のシングルと同程度のテンポのサビと大きな声でのコーラスを特徴とする。アルフレッド・ヒッチコックの映画の影響も見られる。
批評家はシングルを「ポーカー・フェイス」と比較し、肯定的な評価をした。シングルはイギリス、アイルランド、カナダ、スウェーデン、ドイツ、オーストリア、デンマークで1位を獲得。アメリカ、オーストラリア、ニュージーランドで最高2位だった。ミュージックビデオはスーパーモデルによって白い浴場からガガが薬物を投与されて連れ去られ、性的奴隷としてロシアン・マフィアへの見世物になるという設定である。批評家はビデオが斬新で革新的だと評価したが、抽象的な内容と狂気性にも注目した。
ガガは『サタデー・ナイト・ライブ』『ゴシップガール』を含むいくつかのテレビ番組とアメリカン・ミュージック・アワード2009でこの曲を披露した。雑誌『ローリング・ストーン』は2009年の優秀楽曲25でこの曲を10位にリストした。

## 背景
「バッド・ロマンス」は『ザ・フェイム』の再発盤からの最初のシングルであることが確認された。公式発売前にデモがインターネット上に流出した。ガガはこれを受けて、自身のTwitterに「次のシングルがリークされて、耳から血が出そうよ。本当のヴァージョンが出るまで待ってね」というメッセージを書き込んだ。歌の簡素な部分はテレビ番組『サタデー・ナイト・ライブ』で公開された。2009年10月6日にファッションデザイナー、アレキサンダー・マックイーンの春/2010年夏のパリ・ファッション・ウィークのショー終了後、公式に初公開された。CDジャケットのデザインは2009年10月15日に公開された。About.comのビル・ラムはそのデザインを「連続安打試合を維持する強力なイメージは音楽とステージプレゼンテーションを伴う」と絶賛した。「バッド・ロマンス」の公式アルバムヴァージョンは2009年10月21日にレディー・ガガのMySpaceプロフィールにアップロードされた。ガガは「バッド・ロマンス」はツアーを行っている2008年に書いた楽曲の1つであると説明した。それらの歌は全て彼女が向き合った様々な怪物について述べている。その内の“愛の怪物”が「バッド・ロマンス」の発想の源であった。2009年11月2日放送『It's On with Alexa Chung』でのインタビューでガガは歌詞にある“I want your psycho, your vertigo schtick/ Want you in my rear window, baby you're sick”はアルフレッド・ヒッチコックの映画タイトルを並べたものであると語った。

## 構成
MTVによると歌はガガの「ポーカー・フェイス」とテンポの点で同様である。それは一連の“rah-rah-rahs and ooh-la-las”という単調な音を叩いているビートとキーボードである。「You know that I want you/ And you know that I need you」と歌った後に大声のコーラスが続き、ガガは「You and me could write a bad romance [...] Caught in a bad romance」と歌う。

## 重要な批評
MTVのギル・コーフマンは「最小のビート（歌の）は、ほとんど低い興奮に止まる。コーラスの間、イレイジャー風の鼓動が有頂天になるが、現在までのガガの最大のヒットのいくらかの即座の力が欠如している」と批評した。

## チャート・パフォーマンス
「バッド・ロマンス」はBillboard Pop Songsで初登場38位、最高25位を記録した。Hot100チャートでは11月9日付けで9位でデビューし、最初の週で142,000ダウンロードを記録した。カナダのHot100では初登場58位でチャート入りした。11月2日付けのオーストラリアのARIA Chartsで初登場16位、ニュージーランドのRIANZ cahrtsで初登場33位。イギリス・シングルチャートでは初登場14位でトップ20位に入った。10月29日付けのアイルランド・シングルチャートで初登場20位。

## ミュージック・ビデオ
振付師ローリー・アン・ギブソンのTwitterのメッセージによると「バッド・ロマンス」のビデオの撮影は2009年10月16日に始まった。ギブソンはガガの「ラヴゲーム」と「パパラッチ」の振付も担当している。

## ライブ・パフォーマンス
歌はテレビ番組『サタデー・ナイト・ライブ』で初披露された。ガガはナーシル・マズハルとプロデュースグループ、“ハウス・オブ・ガガ”によってデザインされた「オビット」と呼ばれる複雑な衣装を身に着けた。「ラヴゲーム」のパフォーマンスを終えた後、ガガはピアノに座って「バッド・ロマンス」のアンプラグド・ヴァージョンを演奏し始めた。

## トラック・リスト
| - 'デジタル・ダウンロード' 1. バッド・ロマンス - 4:54 - 'デジタル・ダウンロードEP' 1. バッド・ロマンス - 4:54 2. バッド・ロマンス(ハーキュリーズ・アンド・ラヴ・アフェアー リミックス) – 5:11 3. バッド・ロマンス(チュー・フー リミックス) – 7:13 4. バッド・ロマンス(スタースミス リミックス) – 4:55 5. バッド・ロマンス(ミュージックビデオ) – 5:14 - 'プロモCDシングル' 1. バッド・ロマンス(ショートラジオ版) – 4:00 2. バッド・ロマンス(ラジオ版) – 4:22 3. バッド・ロマンス(メイン) – 4:54 - 'ヨーロッパCDシングル' 1. バッド・ロマンス(ラジオ版) – 4:24 2. バッド・ロマンス(メイン) – 4:54 - 'ドイツ・リミックス版' 1. バッド・ロマンス(ラジオ版) – 4:21 2. バッド・ロマンス(チュー・フー リミックス) – 7:13 3. バッド・ロマンス(スタースミス リミックス) – 4:55 4. バッド・ロマンス(ドイツ リミックス) – 4:50 5. バッド・ロマンス(ビンボ・ジョーンズ ラジオリミックス) – 3:58 6. バッド・ロマンス(ハーキュリーズ・アンド・ラヴ・アフェアー リミックス) – 5:11 7. バッド・ロマンス(ハーキュリーズ・アンド・ラヴ・アフェアー ダブリミックス) – 5:11 8. バッド・ロマンス(ミュージック・ビデオ) – 5:14 | - 'イギリスCDシングル' 1. バッド・ロマンス(ラジオ版) – 4:22 2. ジャスト・ダンス(ディーワン・ミックス ft. アシュガッシュ、ウィーディス、ルシュ、ヤング・トロ) - 4:16 - 'アメリカ・デジタルリミックスEP' '& US Remix CD single' 1. バッド・ロマンス(チュー・フー H1N1 Fix) - 7:13 2. バッド・ロマンス(カスケード リミックス) - 4:20 3. バッド・ロマンス(ビンボ・ジョーンズ ラジオリミックス) - 3:58 4. バッド・ロマンス(Skrillex リミックス) - 4:23 - 'アメリカ・デジタルリミックスEP 2' 1. バッド・ロマンス(ドイツ リミックス) - 4:50 2. バッド・ロマンス(リチャード・ヴィジョン リミックス) - 5:22 3. バッド・ロマンス(ハーキュリーズ・アンド・ラヴ・アフェアー リミックス) - 5:12 4. バッド・ロマンス(ハーキュリーズ・アンド・ラヴ・アフェアー ダブリミックス) - 5:12 5. バッド・ロマンス(DJダン リミックス) - 3:44 - 'アメリカ “ザ・リミックス”CDシングル' 1. バッド・ロマンス(チュー・フー H1N1 Fix) - 7:13 2. バッド・ロマンス(カスケード リミックス) - 4:20 3. バッド・ロマンス(ビンボ・ジョーンズ リミックス) – 3:58 4. バッド・ロマンス(Skrillex リミックス) - 4:23 5. バッド・ロマンス(ドイツ リミックス) - 4:51 6. バッド・ロマンス(リチャード・ヴィジョン リミックス) - 5:23 7. バッド・ロマンス(ハーキュリーズ・アンド・ラヴ・アフェアー リミックス) - 5:12 |

## 制作者
- 作詞・作曲 - RedOne、レディー・ガガ
- プロデュース - RedOne、レディー・ガガ
- プログラミング - RedOne
- 編曲 - RedOne、レディー・ガガ
- 編集 - RedOne、ジョニー・セヴェリン
- 録音 - RedOne
- エンジニアリング – RedOne, Dave Russell, Eelco Bakker
- バック・ボーカル – レディー・ガガ、RedOne
- ミキシング – マーク・ステント

## チャート
| チャート (2009/2010)             | 最高 順位 |
| -------------------------------- | --------- |
| Australian Singles Chart         | 2         |
| Austrian Singles Chart           | 1         |
| Belgian Singles Chart (Flanders) | 2         |
| Belgian Singles Chart (Wallonia) | 4         |
| Bulgarian Airplay Chart          | 1         |
| Canadian Hot 100                 | 1         |
| Czech Airplay Chart              | 1         |
| Danish Singles Chart             | 1         |
| Dutch Top 40                     | 7         |
| European Hot 100 Singles         | 1         |
| Finnish Singles Chart            | 1         |
| French Singles Chart             | 1         |
| French Digital Singles Chart     | 2         |
| German Singles Chart             | 1         |
| Hungarian Singles Chart          | 2         |
| Irish Singles Chart              | 1         |
| Italian Singles Chart            | 1         |
| Japan Hot 100                    | 9         |
| New Zealand Singles Chart        | 2         |
| Norwegian Singles Chart          | 1         |
| Romanian Top 100                 | 1         |
| Russian Airplay Chart            | 1         |
| Slovak Airplay Chart             | 1         |
| Spanish Singles Chart            | 1         |
| Swedish Singles Chart            | 1         |
| Swiss Singles Chart              | 2         |
| UK Singles Chart                 | 1         |
| U.S. Billboard Hot 100           | 2         |

### 認定
| 地域             | ゴールドディスク認定等 |
| ---------------- | ---------------------- |
| オーストラリア   | プラチナ               |
| デンマーク       | ゴールド               |
| ドイツ           | ゴールド               |
| ニュージーランド | プラチナ               |
| スペイン         | プラチナ               |
| スウェーデン     | ゴールド               |
| スイス           | ゴールド               |
| イギリス         | ゴールド               |
| アメリカ         | プラチナ               |

### 年末のチャート
| チャート(2009年)         | 順位 |
| ------------------------ | ---- |
| Australian Singles Chart | 31   |
| UKシングルチャート       | 17   |

### チャート推移
| 記録 | 記録                                                                                                 | 記録                                                                                         |
| --- | --- | -------------------------------------------------------------------------------------------- |
| 先代 デビッド・ゲッタfeaturing エイコン『セクシー・ビッチ』 ケシャ『ティック・トック』                             | Canadian Hot 100 第1位 2009年11月14日(1回目) 2009年12月5日 - 26日(2回目)                             | 次代 ケシャ『ティック・トック』                                                              |
| 先代 ケント『2000』 エリック・グロンウォール『ハイアー』 エリック・グロンウォール『ハイアー』                      | Swedish Singles Chart第1位 2009年11月20日 - 12月18日(1回目) 2010年1月22日(2回目) 2010年2月5日(3回目) | 次代 エリック・グロンウォール『ハイアー』 アウル・シティー『ファイアーフライズ』             |
| 先代 Xファクター・ファクトリー・ファイナル2009『You Are Not Alone』 ジョー・マッケルダリー『クライム』             | Irish Singles Chart 第1位 2009年12月10日 - 17日(1回目) 2010年1月14日 - 21日(2回目)                   | 次代 ジョー・マッケルダリー『クライム』 アウル・シティー『ファイアーフライズ』               |
| 先代 ロビー・ウィリアムズ『ボディーズ』                                                                            | Austrian Singles Chart第1位 2009年12月27日 - 2010年1月21日                                           | 次代 ケシャ『ティック・トック』                                                              |
| 先代 ブラック・アイド・ピーズ『アイ・ガッタ・フィーリング』                                                        | Romanian Top 100 第1位 2010年1月17日 - 2010年3月7日                                                  | 次代 DJ Tom Boxer ft.Antonia『モレナ』                                                       |
| 先代 アウル・シティー『ファイアーフライズ』                                                                        | Danish Singles Chart 第1位 2009年12月11日 - 2010年3月12日                                            | 次代 ケシャ『ティック・トック』                                                              |
| 先代 ベースボール『アンブレラ』                                                                                    | Finnish Singles Chart 第1位 2009年12月23日 - 2010年3月10日                                           | 次代 ケシャ『ティック・トック』                                                              |
| 先代 マルコ・メンゴーニ『ダブ・シー・ヴォラ』                                                                      | Italian Singles Chart第1位 2009年12月11日 - 2010年1月8日                                             | 次代 ジョヴァノッティ『Baciami ancora』                                                      |
| 先代 ピーター・ケイ『The Official BBC Children in Need Medley』 ジョー・マッケルダリー『クライム』                 | UKシングルチャート第1位 2009年12月13日 - 20日(1回目) 2010年1月3日 - 10日(2回目)                      | 次代 レイジ・アゲインスト・ザ・マシーン『キリング・イン・ザ・ネーム』 アイヤズ『リプレイ』   |
| 先代 プラム『ハング・ワン』                                                                                        | U.S. Billboard Hot Dance Club Songs 第1位 2009年12月26日 - 2010年1月9日                              | 次代 ジャネット・ジャクソン『メイク・ミー』                                                  |
| 先代 ケリー・ヒルソン『アイ・ライク』                                                                              | German Singles Chart第1位 2010年1月15日 - 21日                                                       | 次代 ケリー・ヒルソン『アイ・ライク』                                                        |
| 先代 アイヤズ『リプレイ』                                                                                          | U.S. Billboard Pop Songs第1位 2010年1月17日 - 2月6日                                                 | 次代 ケシャ『ティック・トック』                                                              |
| 先代 オケアナ『クライ・クライ』                                                                                    | Bulgarian Airplay Chart第1位 2010年1月17日 - 2月14日                                                 | 次代 ティンバランドfeaturing ネリー・ファータド & ソウシャイ『モーニング・アフター・ダーク』 |
| 先代 ブラック・アイド・ピーズ『ミート・ミー・ハーフウェイ』 ブラック・アイド・ピーズ『ミート・ミー・ハーフウェイ』 | European Hot 100 Singles第1位 2010年1月23日(1回目) 2010年2月6日                                      | 次代 ブラック・アイド・ピーズ『ミート・ミー・ハーフウェイ』 ケシャ『ティック・トック』       |
| 先代 エドワード・マヤ『ステレオ・ラブ』                                                                            | French Singles Chart第1位 2010年1月24日                                                              | 次代 クリストフ・メイ『Dingue, dingue, dingue』                                              |
| 先代 ケシャ『ティック・トック』                                                                                    | U.S. Billboard Hot Dance Airplay第1位 2010年2月27日                                                  | 次代 キム・ソッツィ『Secret Love』                                                           |

## 各国のリリース日
| 地域           | 発売日         | 規格                                     |
| -------------- | -------------- | ---------------------------------------- |
| イギリス       | 2009年10月25日 | デジタル・ダウンロード                   |
| イギリス       | 2009年11月23日 | CD                                       |
| アメリカ       | 2009年10月19日 | エアプレー                               |
| アメリカ       | 2009年10月26日 | デジタル・ダウンロード                   |
| アメリカ       | 2009年12月22日 | ザ・リミックス - デジタル・ダウンロード  |
| アメリカ       | 2010年1月12日  | ザ・リミックス -                         |
| アメリカ       | 2010年2月9日   | ザ・リミックス2 – デジタル・ダウンロード |
| オーストラリア | 2009年11月27日 | CD                                       |
| ドイツ         | 2009年11月27日 | CD                                       |
| フランス       | 2010年1月18日  | CD                                       |